# Vato
"Vato" é o primeiro single do rapper Snoop Dogg para o seu oitavo álbum de estúdio Tha Blue Carpet Treatment, o single conta com a participação do rapper B-Real do grupo de Rap latino Cypress Hill

## Remixes
Oficiais
- Vato (Thug life remix)" (Part. Malverde)
- Vato (Lil' Uno remix)" (Part. Mr. Lil' One)

## Desempenho nas paradas
| Tabelas                                      | Melhor posição |
| -------------------------------------------- | -------------- |
| Austrália (ARIA Singles Chart)               | 55             |
| Estados Unidos (Billboard R&B/Hip-Hop Songs) | 85             |
| Finlândia (Suomen virallinen lista)          | 3              |